# Турильченский сельский совет
Турильченский сельский совет (укр. Турильченська сільська рада) — входит в состав
Борщёвского района
Тернопольской области
Украины.
Административный центр сельского совета находится в 
с. Турильче.

## Населённые пункты совета
- с. Турильче
- с. Вербовка
- с. Подпилипье